# Мокеевская (Вологодская область)
Мокеевская — деревня в Харовском районе Вологодской области.
Входит в состав Разинского сельского поселения, с точки зрения административно-территориального деления — в Разинский сельсовет.
Расстояние по автодороге до районного центра Харовска — 41,5 км, до центра муниципального образования Горы — 6,5 км. Ближайшие населённые пункты — Тарасовская, Денисовская, Курьяновская, Павловская, Афонинская.
По переписи 2002 года население — 8 человек.